# Deportes Provincial Osorno
El Club Deportivo Deportes Provincial Osorno es un club de fútbol de Chile, con sede en la ciudad de Osorno, Región de Los Lagos. Fue fundado el 3 de diciembre de 2012 y actualmente compite en la Segunda División Profesional de Chile, tercera categoría del fútbol chileno.

## Historia

### Inicios
Fue fundado el 3 de diciembre de 2012, como «Deportes Provincial Osorno». Su creación fue iniciada por los socios e hinchas del club Provincial Osorno, que ha sido desafilado por la Asociación Nacional de Fútbol Profesional de Chile, pese a presentar un recurso de protección ante la Corte de Apelaciones de Santiago, el cual fue rechazado por el tribunal, aparte de ser desafiliado de la ANFA, debido a su integración en la Segunda División Profesional en la temporada inaugural de ese año.
Durante el 2012 y 2013, compitió dentro de la Asociación de Fútbol de Osorno.

### Tercera División
En el año 2014, fue aceptado por la Asociación Nacional de Fútbol Amateur de Chile, para disputar el Campeonato Nacional de Tercera División B de Chile. En su primera temporada logró ubicándose segundo con 28 puntos dentro del Grupo Sur, clasificándose así a la Segunda Fase, donde compartió grupo con Deportes Tocopilla, Chimbarongo FC y Gasparín FC, estos dos últimos fueron finalmente los que clasificaron a la Fase Final, Deportes Provincial Osorno terminó tercero con 10 puntos.
El 2015, se inició con la disputa de la Copa Absoluta, donde terminó su presentación en los octavos de final, a manos de quien finalmente resultaría campeón del torneo, Deportes Rengo. Suerte diferente tuvo en el Campeonato Nacional de Tercera División B de Chile, donde fue segundo del Grupo Sur, clasificándose por diferencia de goles, ya que había igualado a 45 puntos con el club Gendarmería de Chile (Deportes Provincial Osorno +46 vs. Gendarmería de Chile +33). En el Cuadrangular Final resultó subcampeón con 10 puntos, logrando el ascenso en su partido frente a AC Colina, partido que terminó 1 a 1, y acompañando a Deportes Recoleta.
Durante el 2016, quedó eliminado en la fase de grupos de la Copa Absoluta, pero en la segunda parte del año, Deportes Provincial Osorno logró la corona del Campeonato Nacional de Tercera División A de Chile, tras la disputa de 28 jornadas, logrando el ascenso frente a Deportes Recoleta, duelo terminado 3 a 1 a favor de Deportes Provincial Osorno, ambos equipos finalmente resultaron siendo promovidos a la siguiente categoría.

### Debut y despedida en Segunda División
En el 2017, compitió en el Campeonato de Transición de la Segunda División Profesional, bajo el nombre de Club de Deportes Osorno S.A.D.P., el cual fue aprobado por la Asociación Nacional de Fútbol Profesional de Chile, lamentablemente para las expectativas de los hinchas y socios, el equipo terminaría último con 16 puntos, descendiendo de manera directa a Tercera División A de Chile del año siguiente, acompañado de Deportes Pintana y Naval de Talcahuano, este último descendió por secretaría, por sueldos impagos a sus jugadores.

### Regreso a Tercera
En 2018 pasa a nombrarse como Club de Deportes Provincial Osorno. La temporada comenzó con resultados negativos, lo que causó la salida del director técnico Mauricio Sanz, que en sus primeros 8 partidos solo consiguió 5 de 24 puntos posibles. En su reemplazo llegó Nelson Mores, con quien el equipo tuvo un mejor rendimiento y se mantuvo apartado de la zona de promoción. El club finalizó en la 11.° posición, 15 puntos por sobre el 14.°, que debió jugar la promoción.
El 29 de enero de 2019 se anunció que Felipe Astorga sería el nuevo director técnico del club durante la temporada. En marzo club es elegido por ANFP como uno de los clubes ANFA para participar en la Copa Chile 2019. Fue emparejado en la Primera Fase frente a Deportes Puerto Montt, equipo de Primera B. La llave se jugó a partido único el 24 de marzo. Por sorteo se designó la localía a Provincial Osorno, sin embargo el partido no se pudo jugar en el estadio de la ciudad de Osorno dado que no recibió la aprobación del plan Estadio Seguro por falencias estructurales y de seguridad. Debido a esto Provincial Osorno ejerció de local en el Estadio Parque Municipal de la ciudad de Valdivia. El partido terminó con victoria de Deportes Puerto Montt por 3 a 1, finalizando con la participación de los Toros en Copa Chile en la primera fase.
El 31 de marzo el club comienza su participación en Tercera A 2019 con una derrota de local ante Deportes Rengo. El 2 de junio, al finalizar la décima fecha, el entrenador Felipe Astorga renunció al club por problemas personales. Al día siguiente se anunció la llegada de Álvaro Muñoz como nuevo estratega del club. El equipo no tuvo el rendimiento esperado y luchó durante la temporada para no descender a Tercera B. En la penúltima fecha, Provincial Osorno visitó a Brujas de Salamanca y cayó por 4 a 0. El equipo quedó ubicado en el 13.° lugar, a un puesto y un punto del descenso y quedó con la obligación de ganar su último partido para mantener la categoría sin depender de otros resultados. El crucial encuentro se disputó el 2 de noviembre en el Estadio Rubén Marcos, la visita era Trasandino, que marchaba en el tercer lugar de la tabla, ya clasificado a la liguilla de promoción y sin posibilidades de salir campeón, por lo que no jugó con su equipo titular. El partido finalizó con victoria de Provincial Osorno por 2 a 1, logrando mantener la categoría tras quedar en el 10.° puesto en la tabla final.
El 19 de noviembre de 2019, el club anunció que Álvaro Muñoz fue cesado de sus funciones como director técnico, asumiendo el puesto Marcos Millape. Este fue el segundo periodo de Millape como entrenador del club después de su dirección entre los años 2013 y 2017.
Durante la temporada 2020 de Tercera A, debido a la pandemia de COVID-19, el directorio de Tercera División anunció que los equipos tendrán la libertad de decidir si participar o no de la temporada. El 8 de julio de ese año, Provincial Osorno descartó su participación en el campeonato.
En marzo de 2021 se anunció que el nuevo entrenador sería el argentino Ricardo Lunari.
La temporada 2021 de Tercera A tuvo su Primera Fase dividida en tres zonas: Norte, Centro y Sur. Provincial Osorno comenzó la temporada en el Grupo Sur empatando sin goles en su visita a Deportivo Pilmahue. En el penúltimo partido, Osorno se enfrentó a Provincial Ranco en el Estadio Rubén Marcos, y se quedó con el triunfo de local por 4 a 3. Sin embargo, el Ranco realizó un reclamo, argumentando que el preparador físico de los Toros, Nahuel Storti, habría dado instrucciones a los jugadores estando suspendido: ANFA acogió la solicitud, le restó los 3 puntos a Osorno y se los asignó a Provincial Ranco, la dirigencia de Provincial Osorno decidió apelar este fallo. Mientras esperaban la resolución de ANFA, el club finalizó la Primera Fase con una victoria de visita 3 a 0 frente a Lota Schwager en Coronel. Finalizado ese último partido, Osorno estaba ubicado en el 4.° lugar —fuera de la zona de clasificación a la siguiente fase, la que correspondía a los primeros 3 puestos— de los 6 participantes del Grupo Sur. En esa instancia la clasificación dependía del veredicto final de ANFA, ya que si acogía la apelación de Provincial Osorno y revalidaba la victoria por 4 a 3 frente a Ranco, el cuadro taurino quedaría en 3.° lugar con 17 puntos y clasificaría a la siguiente fase. El 3 de noviembre se realizó la reunión del consejo de presidentes de los distintos clubes de Tercera A, en donde, con 13 votos a favor y 2 en contra, se mantuvo el castigo a Osorno. Por consiguiente Provincial Osorno quedó eliminado en Primera Fase y Provincial Ranco clasificó a la siguiente fase de Play-Offs.

### Nuevo Ascenso a la Segunda División Profesional
En junio de 2022 y en pleno torneo, el argentino Ricardo Lunari renuncia a la banca del equipo osornino, asumiendo interinamente su ayudante técnico Diego Martínez-Aceitón. En noviembre de 2022, La Liguilla Final de la Tercera División A 2022, se definió con el retorno del equipo osornino al profesionalismo, luego de 5 años de ausencia, quienes viajaron hasta el Estadio La Portada de La Serena, para enfrentarse a Unión Compañías, a quienes vencieron como visitantes por 2 a 0, con goles de Fabián Alvarado y Paolo Fuentes. No obstante, dependían de otro marcador para lograr el ascenso, ya que tenían que esperar un tropezón de Deportes Rengo, para conseguir el cupo a la Segunda División Profesional. Para felicidad del cuadro sureño, Deportes Rengo (que posteriormente también ascendió, en un desempate ante Deportes Colina), solo igualó 1-1 como visitante ante Municipal Santiago y ese resultado, les permitió quedarse con la segunda plaza y la vuelta al fútbol profesional, en esta tercera divisional.

## Estadio
El estadio de Deportes Provincial Osorno era conocido antiguamente como el Estadio Municipal Parque Schott, ubicado en la calle Cochrane de la ciudad de Osorno. El 14 de noviembre del 2006, se inaugura un nuevo campo de juego en el mismo lugar, el cual incluye césped sintético. Así, el nombre del estadio cambia, quedando como «Complejo Deportivo Parque Schott, Estadio Rubén Marcos Peralta de Osorno», pero se conocerá como Estadio Municipal Rubén Marcos Peralta. El estadio cuenta con una capacidad de 12 mil personas aproximadamente, además cuenta con el 80 % de sus galerías techadas, solo la tribuna conocido como «El Morro» no está techada, es el estadio techado más antiguo de Chile.
Como segunda opción tiene el Estadio Alberto Allaire, recinto que lo utilizó por primera vez contra San Bernardo Unido.

## Hinchada
La hinchada de Deportes Provincial Osorno, es conocida como «Furia Sureña», la que mayoritariamente se componente de gente joven y que semana a semana juntan dinero para poder acompañar al equipo a los distintos encuentros deportivos. La Furia Sureña es una hinchada que no ha causado incidentes graves, excepto algunos partidos clásicos frente a Deportes Puerto Montt y Deportes Valdivia.

## Uniforme
El uniforme de Deportes Provincial Osorno sigue la trayectoria de su antecesor en cuanto a sus colores, utilizando el color azul como principal tono en sus indumentarias.
- Uniforme Titular: Camiseta azul con mangas tricolores, pantalón azul y media azules.
- Uniforme Suplente: Camiseta blanca con mangas tricolores, pantalón blanco y media blancas.

### Uniforme titular
| 2013 | 2014 | 2015 | 2016 | 2017 | 2018 | 2019 | 2021 | 2022 |

| 2023 | 2024 |

### Uniforme alternativo
| 2013-14 | 2015 | 2016 | 2017 | 2018 | 2019 | 2021 | 2022 | 2023 |

| 2024 |

### Tercer uniforme
| 2023 |

### Equipamiento
| Período   | Proveedor |
| --------- | --------- |
| 2012-2014 | Imtex     |
| 2015      | Spearhead |
| 2016-2017 | Imtex     |
| 2017      | Cafú      |
| 2018      | Spearhead |
| 2019      | KS7       |
| 2021      | Imtex     |
| 2022-2024 | TDeportes |
| 2025-     | Macron    |

| Período   | Auspiciador              |
| --------- | ------------------------ |
| 2012-2014 | Patio de la Construcción |
| 2016-2017 | UST                      |
| 2017      | Lipigas                  |
| 2018-2019 | Municipalidad Osorno     |
| 2021-2024 | Grupo Hijuelas           |
| 2025-     | Ciudad Limpia            |

## Datos del club
- Temporadas en Segunda División Profesional: 4 (2017; 2023-)
- Temporadas en Tercera División A: 6 (2016; 2018-2022)
- Temporadas en Tercera División B: 2 (2014-2015)
- Mayores goleadas conseguidas:
  - En Segunda División: 3-0 a San Antonio Unido en 2023.[33]
  - En Tercera División A: 5-0 a Juventud Salvador en 2016.[34]
  - En Tercera División B: 10-2 a Cultural Maipú en 2015.[35]

- Mayores goleadas recibidas
  - En Segunda División: 3-0 de Malleco Unido en 2017.[36]
  - En Tercera División A: 4-0 de Lautaro de Buin en 2016[37] y Municipal Salamanca en 2019.[38]
  - En Tercera División B: 4-0 de Deportes Recoleta en 2015.[39]
  - En Copa Chile: 3-1 de Deportes Puerto Montt en 2019.[40]

## Jugadores

### Plantilla 2025
- Por disposición de la ANFP, los equipos chilenos en la Segunda División Profesional están limitados a tener en su plantel un máximo de tres futbolistas extranjeros, excluidos aquellos registrados en el Fútbol Formativo.
- Por disposición de la ANFP, el número de las camisetas no puede sobrepasar al número de jugadores inscritos.
- Por disposición de la ANFP el plantel debe utilizar al menos 1638 minutos a juveniles chilenos (nac. 1 de enero de 2003).

### Altas 2025
| Jugador            | Posición      | Procedencia               | Tipo            |
| ------------------ | ------------- | ------------------------- | --------------- |
| Hugo Faúndez       | Portero       | Deportes Santa Cruz       | Libre           |
| Diego Matamala     | Portero       | Universidad de Concepción | Préstamo        |
| Daniel Vicencio    | Defensa       | San Marcos                | Libre           |
| Yonathan Suazo     | Defensa       | Deportes Linares          | Libre           |
| Gonzalo Lauler     | Defensa       | Deportes Santa Cruz       | Libre           |
| Frank Valenzuela   | Defensa       | Deportes Temuco           | Préstamo        |
| Felipe Orellana    | Mediocampista | Universidad de Concepción | Libre           |
| Paolo Fuentes      | Mediocampista | Deportivo Municipal       | Fin de préstamo |
| Mauro Maureira     | Mediocampista | Santiago City             | Libre           |
| Gustavo Castro     | Delantero     | Deportes Temuco           | Libre           |
| Ricardo Fuenzalida | Delantero     | Concón National           | Libre           |
| Santiago Ayala     | Delantero     | Independiente             | Libre           |

### Bajas 2025
| Jugador             | Posición      | Destino               | Tipo            |
| ------------------- | ------------- | --------------------- | --------------- |
| Kevin Catalán       | Portero       | Deportes Puerto Montt | Libre           |
| Vicente Lagos       | Portero       | Santiago Wanderers    | Fin de préstamo |
| Luciano Vargas      | Defensa       | Concón National       | Libre           |
| Lucas Abarca        | Defensa       | Real San Joaquín      | Libre           |
| Iván Roldán         | Defensa       | Bandera de ?          | Libre           |
| Joaquín Campano     | Defensa       | Bandera de ?          | Libre           |
| Cristhoffer Retamal | Defensa       | Bandera de ?          | Fin de préstamo |
| Josimar Vargas      | Mediocampista | Juventus de Humachuco | Libre           |
| Christian Jelves    | Mediocampista | Bandera de ?          | Libre           |
| Ricardo Rosales     | Mediocampista | Bandera de ?          | Libre           |
| Ignacio Sepúlveda   | Delantero     | Naval                 | Libre           |
| Gabriel Rojas       | Delantero     | Cobreloa              | Libre           |
| Alexis Mancilla     | Delantero     | Deportes Concepción   | Libre           |
| Leonardo Ramos      | Delantero     | Bandera de ?          | Libre           |
| Raúl Belmar         | Delantero     | Bandera de ?          | Libre           |
| Jhan Góngora        | Delantero     | Bandera de ?          | Fin de préstamo |

## Entrenadores

### Cronología
- Marco Millape (2013-2017)
- Nelson Cossio (2017)
- Mauricio Sanz (2018)
- Nelson Mores (2018)
- Felipe Astorga (2019)
- Álvaro Muñoz (2019)
- Marco Millape (2020)
- Ricardo Lunari (2021-2022)
- Diego Martínez (2022-2024)
- Rodrigo Venegas (2024)
- Fernando Guajardo (2025)
- Rodrigo Venegas (2025-)

## Palmarés

### Torneos nacionales
- Tercera División A de Chile (1): 2016.
- Subcampeón de la Tercera División A de Chile (1): 2022.
- Subcampeón de la Tercera División B de Chile (1): 2015.

### Torneos locales
- Subcampeón de la Asociación Osorno (1): 2013.[41]